# Bostadsbidrag
Bostadsbidrag är ett statligt behovsprövat ekonomiskt stöd till hushåll som ges som bidrag till kostnaden för bostad.

## Sverige
I Sverige kan man få bostadsbidrag om man har barn, är värnpliktig (före 2010) eller är mellan 18 och 28 år. 
Alla bidrag är olika stora och beräknas med hänsyn till dessa tre punkter:
- hur många personer som bor i hushållet
- bostadskostnad och bostadsyta
- inkomst och förmögenhet.

Bostadsbidraget är tillsammans med barnbidrag ett av de viktigaste stöden till barnfamiljer, eftersom barnfamiljer i Sverige betalar samma skatt som barnlösa.
För pensionärer finns formellt två olika former av bostadsbidrag, Särskilt bostadstillägg för pensionärer samt äldreförsörjningsstöd. Den som söker bostadstillägg söker dock automatiskt även äldreförsörjningsstöd. I stort sett samma regler gäller för äldreförsörjningsstödet som för särskilt bostadstillägg.
Från 1 januari 2010 är det Pensionsmyndigheten som har hand om detta, 
Barnfamiljer kan få bostadsbidrag. Även ungdomshushåll utan barn, där de sökande fyllt 18 år men inte är 29 år, kan få bostadsbidrag. På Räknautbostadsbidrag har Försäkringskassan skapat ett snabbtest som visar om man har rätt till ersättning samt ett preliminärt månadsbelopp.